# Sortix
Sortix es un sistema operativo Unix-like desarrollado por Jonas "Sortie" Termansen como un pasatiempo.
Cuenta con un kernel compatible con las implementaciones modernas de POSIX basado en la ABI System V, con características multihilo y multitarea apropiativa, además de una biblioteca C, escritos desde cero. Cuenta además con controladoras ATA y AHCI, herramientas de desarrollo como GCC, entre otras, siendo capaz de compilarse a sí mismo. Usa el sistema de archivos ext2 a nivel de espacio de usuario.
Como limitaciones, carece de controladores de CD-ROM, USB y de red, entorno de escritorio propio, y aceleración gráfica.
Se ofrece en versiones de 32 y 64 bits.
Sortix es software libre publicado bajo la Licencia ISC.